# 스미스필드 푸즈
스미스필드 푸즈(Smithfield Foods)는 스미스필드 (버지니아주)에 본사를 둔 중국의 돼지고기 생산 및 식품 가공 회사이다. 1936년 조지프 W. 루터와 그의 아들에 의해 스미스필드 패킹 컴퍼니로 설립된 이 회사는 세계에서 가장 큰 돼지 및 돼지고기 생산 업체이다. 스미스필드는 미국 내 500개 이상의 농장을 소유하고 있을 뿐만 아니라, 전국적으로 2,000개의 독립 농장과 계약하여 스미스필드 돼지를 사육하고 있다. 미국 외 지역에서는 멕시코, 폴란드, 루마니아, 독일, 슬로바키아, 영국에 시설을 두고 있다. 전 세계적으로 2016년에는 50,200명의 직원을 고용했으며, 연간 매출은 140억 달러를 기록했다. 노스캐롤라이나주 타힐에 있는 973,000 제곱피트 규모의 육류 가공 공장은 2000년에 세계 최대 규모로 하루에 32,000마리의 돼지를 도축했다고 한다.
당시 솽후이 그룹으로 알려진 WH 그룹은 2013년에 스미스필드 푸즈를 47억 2천만 달러에 인수했다. 이는 현재까지 중국 기업의 미국 기업 인수 중 가장 큰 규모였다. 스미스필드의 146,000에이커의 토지를 인수한 WH 그룹은 허난성 뤄허시에 본사를 두고 있으며, 미국 농지 최대 해외 소유주 중 하나가 되었다.
스미스필드 푸즈는 1981년 그왈트니 오브 스미스필드를 인수하면서 성장을 시작했으며, 이후부터 2008년까지 거의 40개의 회사를 인수했다. 그중에는 다음 회사들이 포함된다:
- 에크리치
- 캔자스시티의 파머랜드 푸즈
- 존 모렐
- 노스캐롤라이나의 머피 패밀리 팜즈
- 유타의 서클 포 팜즈
- 프리미엄 스탠다드 팜즈[14]
- 네이선스 페이머스
- 헬시 원스

이 회사는 고도로 산업화된 돼지 생산, 즉 수천 마리의 돼지를 집약적 동물 사육 시설이라고 알려진 대형 축사에 가두고 임신부터 포장까지 동물의 발육을 통제함으로써 성장할 수 있었다.
2006년 기준으로 스미스필드는 연간 1,500만 마리의 돼지를 사육하고 2,700만 마리를 가공하여 60억 파운드 이상의 돼지고기를 생산했으며, 2012년에는 47억 갤런의 두엄을 생산했다. 하루에 114,300마리의 돼지를 도축하며 2007년에는 미국 내에서 돼지 도축량 1위였고, 다른 세 회사와 함께 2008년에 소고기 사업부를 매각하기 전까지 가공된 소의 56%를 도축했다. 이 회사는 쿡스, 에크리치, 그왈트니, 존 모렐, 크라쿠스, 스미스필드 등 여러 브랜드명으로 제품을 판매했다. 셰인 스미스는 2021년 7월부터 스미스필드 푸즈의 사장 겸 최고 경영자를 맡고 있다.

## 역사

### 설립 및 초기 역사

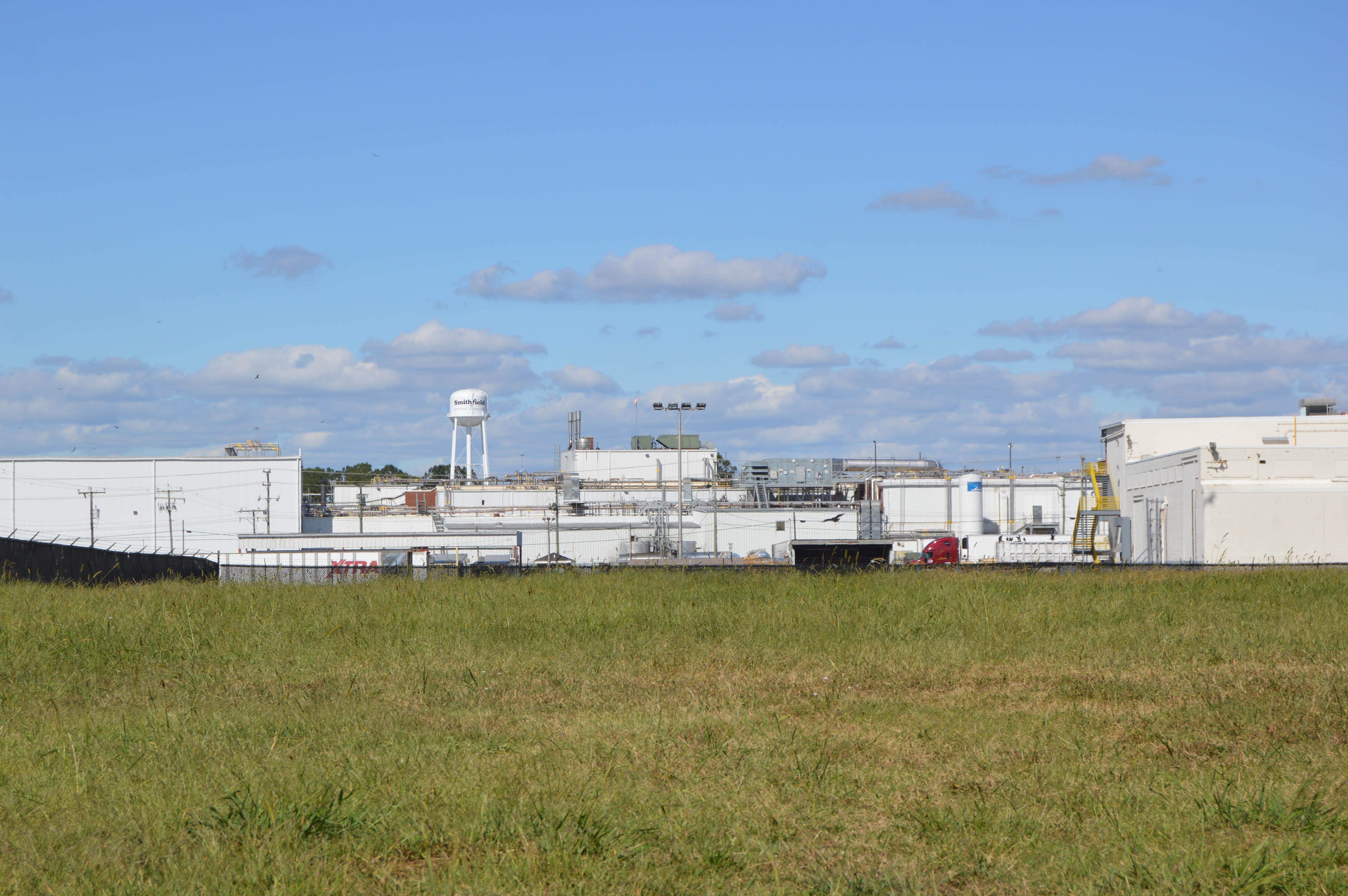
스미스필드, 버지니아주에 있는 스미스필드 가공 공장

이 회사는 1936년 조지프 W. 루터 시니어와 그의 아들 조지프 W. 루터 주니어가 버지니아주 스미스필드에 스미스필드 패킹 컴퍼니를 설립하면서 역사가 시작되었다. 이들은 P. D. 그왈트니 주니어 앤 컴퍼니라는 육가공업체에서 일하면서 회사를 세웠다. 조지프 W. 루터 시니어는 영업사원이었고 조지프 W. 루터 주니어는 총지배인이었다. 신생 회사의 자금은 서퍽의 피터 프루든과 리치몬드의 존 S. 마틴에게서 나왔다. 2009년 인터뷰에서 조지프 W. 루터 3세는 루터 부자가 하루에 15마리의 돼지 도체를 사서 자르고 포장하여 뉴포트 뉴스 및 노퍽의 작은 상점에 팔았다고 설명했다. 그들은 1946년에 10번 고속도로에 스미스필드 패킹 컴퍼니 공장을 건설했다. 1959년까지 그들은 650명의 직원을 고용했다.
조지프 W. 루터 주니어는 1962년 사망할 때까지 스미스필드의 최고경영자(CEO)를 역임했다. 그는 사망 당시 회사의 42%를 소유하고 있었다. 그의 아들 조지프 W. 루터 3세는 당시 웨이크포리스트 대학교에 재학 중이었으며 그해 스미스필드에 합류했다. 영업직으로 일하면서 그는 추가로 8.5%의 주식을 매입할 만큼 돈을 빌렸고, 1966년에는 회장 겸 CEO가 되었다. 그는 버지니아 리빙(Virginia Living)에 자신이 회사를 맡았을 때 하루에 약 3,000마리의 돼지를 도축했으며, 1970년 1월에 떠날 때까지 5,000마리로 늘어났고, 직원 수는 800명에서 1,400명으로 증가했다고 말했다. 1969년 7월 그는 스미스필드를 리버티 이퀴티스에 2천만 달러에 매각했다. 리버티 이퀴티스는 그에게 계속 남아달라고 요청했지만, 1970년 1월에 그를 해고했다. 그 후 1975년까지 그는 버지니아에서 스키 리조트인 브라이스 마운틴을 개발했다.
은행의 권고에 따라 스미스필드는 1975년 4월 재정난에 처하자 조지프 W. 루터 3세를 CEO로 재고용했다. 당시 루터에 따르면 회사의 순자산은 100만 달러 미만이었고 부채는 1,700만 달러, 연간 손실은 200만 달러였다. 그는 심지어 1974년 12월—연말 햄 시즌—에도 돈을 잃었는데, 이는 "버드와이저가 7월에 돈을 잃는 것과 같다"고 말했다. 루터의 회사 구조조정은 개선된 실적에 기여했다는 평가를 받는다. 그는 2006년까지 CEO로 재직했으며, 2013년 WH 그룹에 회사가 매각될 때까지 회장으로 재직했다. 그의 아들 조지프 W. 루터 4세는 2008년 스미스필드 푸즈의 전무이사가 되었고, 당시 모회사의 최대 자회사였던 스미스필드 패킹 컴퍼니의 사장이 되었다. 그는 2013년 10월에 사임했다. 당시 그의 주식 가치는 2,110만 달러였고 조지프 W. 루터 3세의 주식 가치는 3천만 달러였다.

### 합병 및 인수 (1981–2007)
조지프 W. 루터 3세는 1981년 주요 경쟁사였던 그왈트니 오브 스미스필드를 4,200만 달러에 인수하면서 스미스필드의 확장을 시작했다. 이후 1981년부터 2008년경까지 돼지고기, 소고기 및 축산업 분야에서 거의 40개의 회사를 인수했는데, 볼티모어의 에스케이 미트/슐루더버그-커들, 로어노크의 밸리 데일, 그리고 1984년 밀워키의 패트릭 커다이 등이 포함된다.
1992년 스미스필드는 노스캐롤라이나주 타힐에 세계 최대 규모의 가공 공장인 973,000제곱피트 규모의 시설을 열었으며, 2000년에는 하루에 32,000마리의 돼지를 가공할 수 있었다. 스미스필드는 1995년 사우스다코타주 수폴스의 존 모렐 앤 컴퍼니를, 1998년에는 서클 포 팜즈를 인수했다. 1999년에는 미국에서 가장 큰 돼지 생산 업체 두 곳을 인수했는데, 캐롤스 푸즈를 약 5억 달러에, 노스캐롤라이나의 머피 패밀리 팜즈를 인수했다. 후자는 당시 최대 생산 업체였다. 스미스필드는 330만 주 스미스필드 푸즈 주식, 현금 1억 7,800만 달러, 그리고 약 2억 1,600만 달러의 부채 인수를 통해 인수를 마무리했다.
2003년에는 캔자스시티의 파머랜드 푸즈가 추가되었고, 2007년에는 사라 리의 유럽 육류, 콘아그라 푸즈 냉동 육류, 버터볼 (가금류 생산 업체), 브라운스 오브 캐롤라이나, 그리고 프리미엄 스탠다드 팜즈가 추가되었다. 스미스필드는 2008년에 버터볼 지분 49%를 약 1억 7,500만 달러에 매각했다. 2009년 스미스필드는 프리미엄 스탠다드 팜즈 인수에 대한 불법 합병 활동 혐의를 해결하기 위해 미국 법무부로부터 90만 달러의 벌금을 부과받았다.
이러한 인수는 미국의 식품 공급에 대한 회사의 통제력과 관련하여 규제 당국에 우려를 야기했다. 1999년 스미스필드가 머피 패밀리 팜즈를 인수한 후, 농무부는 이를 "터무니없이 크다"고 묘사했다. 2001년에 농업 연구원 질 홉스와 린다 영은 이러한 인수가 미국 돼지 산업에 "주요 구조적 변화"를 가져왔으며, 스미스필드가 국내 돼지 생산량의 10~15%를 통제하게 되었다고 기술했다. 2006년 기준으로 스미스필드, 타이슨 푸드, 스위프트 앤 컴퍼니, 카길 등 네 개 회사가 미국 돼지고기 생산량의 70%를 담당했다.

### 2013년 솽후이 그룹 인수
2013년 5월 29일, 당시 솽후이 그룹 또는 신웨이 그룹으로 알려졌던 중국 최대 육가공 업체인 WH 그룹은 스미스필드 푸즈를 47억 2천만 달러에 인수한다고 발표했다. 이 매각은 2009년에 처음 제안되었다. 거래 당시 중국은 세계 돼지 총량의 약 60%에 해당하는 4억 7,500만 마리의 돼지를 보유하고 있었음에도 불구하고 미국의 가장 큰 돼지고기 수입국 중 하나였다. 린 왈츠에 따르면 2012년 중국인들은 1인당 85.3파운드의 돼지고기를 섭취했으며, 이는 미국인의 59.3파운드와 비교된다.
솽후이는 인수 완료 후 스미스필드를 홍콩 증권거래소에 상장할 것이라고 밝혔다. 2013년 9월 6일, 미국 정부는 솽후이 인터내셔널 홀딩스의 스미스필드 푸즈 인수(부채 포함 약 71억 달러 규모)를 승인했다. 이는 중국 기업의 미국 기업 주식 인수 중 가장 큰 규모였다. 이 거래에는 스미스필드의 146,000에이커의 토지가 포함되어 WH 그룹이 미국 농지의 최대 해외 소유주 중 하나가 되었다.

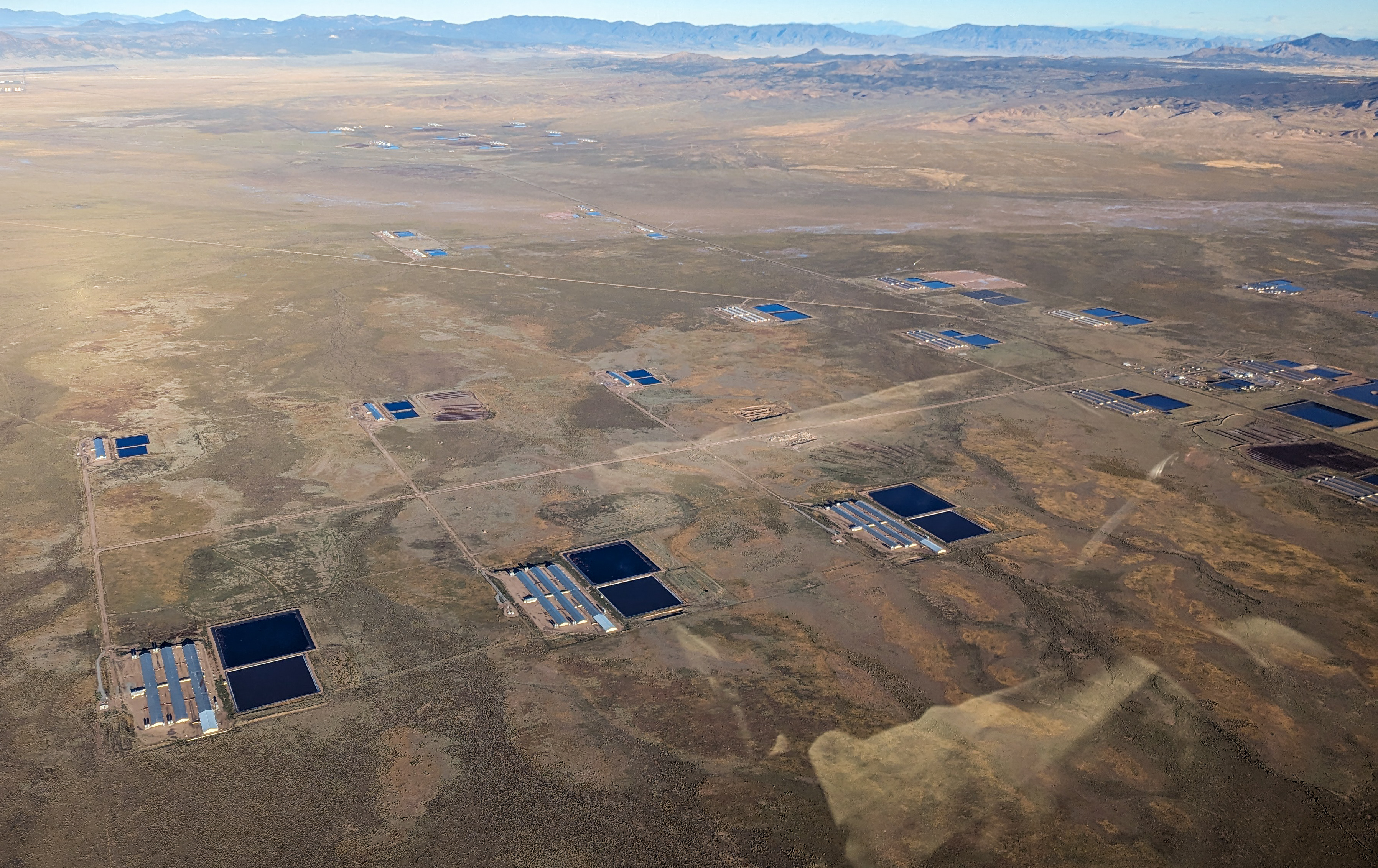
유타 사막에 있는 스미스필드/서클 포 돼지 농장.

수십 년 동안 스미스필드는 인수 기업을 독립적인 운영 회사로 운영했지만, 2015년에는 통합하기 위한 "원 스미스필드" 이니셔티브를 시작했다. 예를 들어, 유타주 밀포드의 서클 포 팜즈는 스미스필드 돼지 생산-록키 마운틴 지역이 되었다. 켄 설리번은 2017년에 회사의 미래를 "소비자 포장재 사업"으로 보았다고 말했다.

### 합병 및 인수 (2016년–)
2016년 스미스필드는 캘리포니아 돼지고기 가공업체인 클라우거티 패킹 PLC를 1억 4천 5백만 달러에 인수했으며, 이와 함께 파머 존(Farmer John)과 사그스 스페셜티 미트(Saag's Specialty Meats) 브랜드도 인수했다. 또한 스미스필드는 호멜 푸즈 코퍼레이션으로부터 PFFJ(Pigs for Farmer John) LLC와 그 농장 3곳을 인수했다. 2017년 8월 스미스필드는 폴란드의 피니 폴스카, 햄버거 피니, 로열 치킨을 인수했으며, 같은 해 9월에는 루마니아의 포장육 공급업체인 엘리트와 베리콤을 인수할 것이라고 발표했다. 2019년에는 루마니아의 마이어 콤을 인수했다.

## 운영

### 직원, 브랜드
2016년 스미스필드는 미국, 멕시코, 유럽에 50,200명의 직원을 고용했으며 연간 매출은 140억 달러였다. 2012년에는 버지니아주 스미스필드에 "테이스트 오브 스미스필드"라는 레스토랑을 열었는데, 이는 기존의 소매점인 "더 제뉴인 스미스필드 햄 숍"과 같은 메인 스트리트 건물에 위치해 있다. 2017년 7월 기준으로 이 회사의 브랜드에는 아머, 베를린키, 카란도, 쿡스, 컬리스, 에크리치, 파머랜드, 그왈트니, 헬시 원스, 존 모렐, 크라쿠스, 크레치마르, 마르게리타, 몰리니, 네이선스 페이머스, 스미스필드가 포함되었다. 2019년에는 식물 기반의 콩 버거와 미트볼 브랜드인 퓨어 파머랜드(Pure Farmland)를 출시했다.
2019년 초 스미스필드는 식음료 사업부인 스미스필드 파머랜드를 "스미스필드 컬리너리"로 리브랜딩했다. 회사는 요리사로 구성된 자문 위원회를 만들고, 요리 학교와 제휴를 맺으며, 제품 개선을 위해 상당한 연구 개발에 참여했다. 스미스필드 컬리너리는 카란도, 컬리스, 에크리치, 파머랜드, 마르게리타, 스미스필드 브랜드를 사용한다.

### 수직 통합, 계약 농장
스미스필드는 1990년부터 돼지 사육 사업을 인수하기 시작하여 수직적 통합 기업이 되었다. 그 결과 1990년부터 2005년 사이에 1,000% 이상 확장할 수 있었다. 수직 통합을 통해 스미스필드는 임신 및 출산부터 도축, 가공, 포장에 이르기까지 돼지 생산의 모든 단계를 통제할 수 있는데, 이는 "끙끙거리는 소리부터 식사까지" 또는 "출생부터 베이컨까지"로 알려진 시스템이다.
이 회사는 담배 농사를 그만둔 농부들과 계약하여 8주에서 10주 된 새끼 돼지를 스미스필드가 통제하는 사료로 시장 체중까지 키우도록 했다. 스미스필드는 돼지의 소유권을 유지했다. 수천 마리의 돼지를 다룰 수 있는 농부들만이 계약되었고, 이는 소규모 농장들이 문을 닫는 결과를 낳았다. 노스캐롤라이나에서 스미스필드의 확장은 돼지 농장 감소와 일치했다. 1980년에는 66만 7천 개의 돼지 농장이 있었고 2005년에는 6만 7천 개로 줄었다. 미국 정부가 회사에 제한을 가하자, 회사는 동유럽으로 진출했다. 그 결과, 루마니아에서는 2003년 477,030개의 돼지 농장이 있었고 2007년에는 52,100개로 줄었다. 폴란드에서도 1996년에서 2008년 사이에 56% 감소하는 유사한 현상이 있었다.
조지프 W. 루터 3세는 수직 통합이 "일관된 유전자를 가진 고품질의 일관된 제품"을 생산한다고 말했다. 회사는 1990년에 영국의 내셔널 피그 개발 회사로부터 2,000마리의 돼지와 그들의 유전적 라인에 대한 권리를 확보했으며, 이를 사용하여 미국 심장 협회가 저지방, 저염, 저콜레스테롤 함량을 인증한 스미스필드 린 제너레이션 포크를 만들었다. 루터에 따르면, 이것은 수직 통합 덕분에 가능했다고 한다.

### 사육장 및 저장조

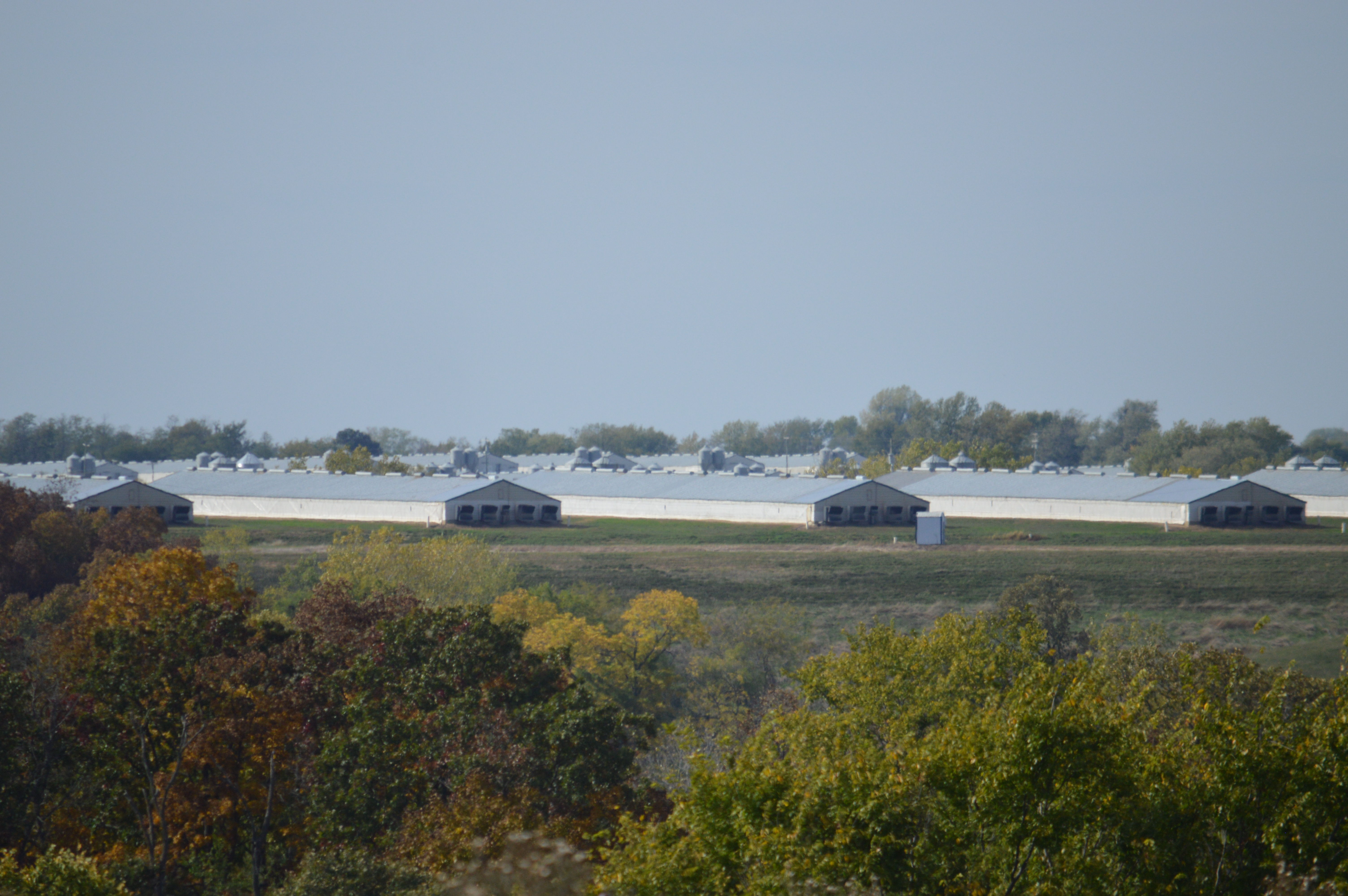
스미스필드 CAFO, 미주리주 유니언빌, 2013년

돼지는 금속 지붕이 있는 동일한 창고에 수천 마리씩 함께 수용되어 있으며, 이 창고는 집중 사육 시설(CAFO)로 알려져 있다. 워싱턴 포스트에 따르면, 건물 바닥은 슬레이트 구조로 되어 있어 폐기물이 "축구장 두 개 크기의 30피트 깊이의 개방형 구덩이"로 배출된다. 이는 업계에서는 혐기성 소화조라고 불린다. 이 저장조들은 낮은 비용으로 폐수를 처리하지만, 넓은 면적을 필요로 하며 악취와 메테인이라는 온실 기체를 방출한다.
스미스필드 푸즈는 저장조가 누출에 견딜 수 있도록 불침투성 라이너로 되어 있다고 밝혔다. 롤링 스톤의 제프 티에츠에 따르면, 배설물, 소변, 피, 후산, 사산된 돼지, 약물 및 기타 화학 물질이 혼합된 폐기물은 비가 오면 넘쳐흐르고, 라이너는 바위에 의해 뚫릴 수 있다. 스미스필드는 폐기물의 분홍색은 저장조의 건강 상태를 나타내며, "박테리아가 제 기능을 하고 있음을 나타내는 징후이다. 이는 낮은 악취와 낮은 영양 함량을 나타낸다"고 말한다. 2018년에는 "동물 폐기물-에너지" 계획을 발표했다. 이 회사는 도미니언 에너지와 함께 10년 동안 1억 2,500만 달러를 투자하여 노스캐롤라이나, 유타, 버지니아의 저장조를 "고밀도 플라스틱과 소화조"로 덮어 메테인 가스를 포집하고 지역 파이프라인으로 보낼 것이라고 밝혔다.

### 임신한 암퇘지

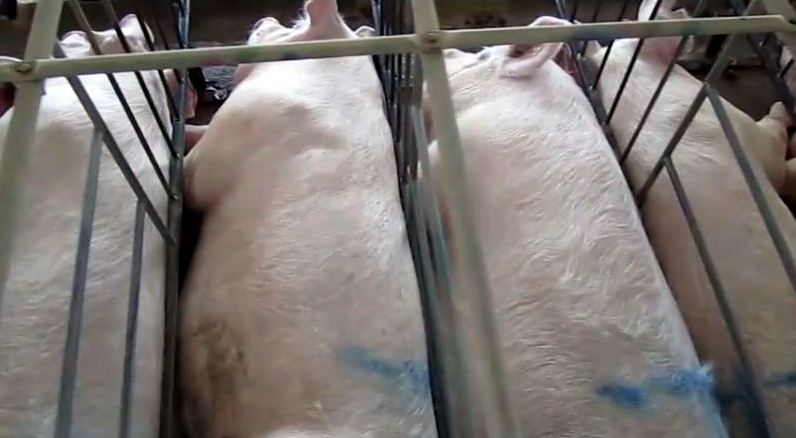
번식용 암퇘지는 7피트 x 2피트 크기의 분만틀에 갇혀 지낸다. 이 사진은 2010년 버지니아의 스미스필드 시설 내부에서 촬영되었다.

스미스필드는 2007년에 2017년까지 분만틀 사용을 단계적으로 중단할 것이라고 밝혔다. 임신한 암퇘지는 이 칸막이에서 대부분의 삶을 보내는데, 너무 좁아서 몸을 돌릴 수도 없다. 임신 기간은 약 115일이다. 미국 암퇘지의 평균 수명은 4.2번의 산자이다. 출산 시 3주 동안 분만틀로 옮겨지고, 다시 인공 수정되어 분만틀로 돌아간다. 이 관행은 동물 복지 단체, 슈퍼마켓 체인, 맥도날드로부터 비판을 받았다. 스미스필드는 계약 농장에 칸막이 사용을 단계적으로 중단하도록 요구하는 것에 대해서는 약속하지 않았다. 회사 소유의 농장에 있는 암퇘지의 거의 절반이 미국 내 약 2,000개의 계약 농장에서 사육되고 있다.
2009년 스미스필드는 경기 침체로 인해 기한을 지키지 못할 것이라고 밝혔으나, 2011년에는 다시 약속을 지키기로 했고, 2022년까지 유럽과 멕시코에서도 동일하게 단계적으로 중단할 것이라고 밝혔다. 2017년 1월, 회사는 회사 소유 농장의 암퇘지 87%가 더 이상 칸막이에 갇히지 않고 있으며, 2022년까지 계약 농장에도 칸막이 사용을 단계적으로 중단하도록 요구할 것이라고 밝혔다. 2018년 1월 현재, 미국 내 회사 소유 농장에서 스미스필드는 임신한 암퇘지를 임신 과정 동안 6주 동안 분만틀에 가두고 있다. 임신이 확인되면 약 10주 동안 그룹 사육 시스템 내의 우리로 옮겨진 후, 분만틀로 옮겨졌다가 다시 임신을 위해 분만틀로 돌아간다. 두 가지 형태의 그룹 사육 방식을 사용하는데, 한 시스템에서는 30~40마리의 암퇘지를 개별 분만틀에 접근할 수 있는 우리에 가두고, 다른 시스템에서는 5~6마리의 암퇘지를 한 우리에 함께 수용한다. 2017년 7월 어디서나 직접 행동은 유타주 밀포드의 스미스필드 서클 포 팜스에 있는 분만틀을 촬영했다. 이후 FBI는 활동가들이 제거한 새끼 돼지 두 마리를 찾기 위해 동물 보호소를 급습했다. 2018년 1월 스미스필드는 자사 농장의 임신 및 분만 구역의 가상 현실 영상을 공개했다.

### 캘리포니아 폐쇄
2020년 스미스필드는 산호세 (캘리포니아주)에 있는 공장을 폐쇄하고 139명의 직원을 해고한다고 발표했다. 스미스필드는 임대 계약 만료와 건물주의 매각 결정으로 공장을 폐쇄했다고 밝혔다. 공장 근로자들을 대표하는 지역 노조는 스미스필드의 설명을 공개적으로 의문을 제기했다.
2022년 6월, 스미스필드는 2023년 초까지 버논 (캘리포니아주)에 있는 공장을 폐쇄할 것이라고 발표했으며, "애리조나와 캘리포니아의 농장을 매각하기 위한 전략적 옵션을 모색 중"이라고 밝혔다. 회사는 캘리포니아 주 내에서 사업을 운영하는 데 드는 높은 비용을 이유로 들었다.

### 멕시코에서의 사업
2009년 인플루엔자 범유행 중 H1N1 바이러스(돼지 독감)의 최초 확인 사례는 멕시코 라글로리아의 5세 소년에게서 발생했으며, 이곳은 스미스필드 푸즈의 자회사인 그란하스 캐롤 드 멕시코가 운영하는 여러 시설 근처에 있었다. 이 회사는 연간 120만 마리의 돼지를 가공하고 907명의 직원을 고용한다. 이와 함께 회사와 지역사회 간 스미스필드의 환경 기록에 대한 긴장으로 인해 여러 신문에서 이 발병을 스미스필드의 사육 관행과 연관시켰다. 워싱턴 포스트에 따르면, 그해 3월 라글로리아의 다른 600명 이상의 주민들이 호흡기 질환에 걸렸는데(나중에 계절성 독감으로 생각됨), 보건 당국은 농장과 H1N1 발병 사이에 아무런 연관성을 찾지 못했다고 보도했다. 스미스필드는 멕시코의 돼지나 직원에게서 돼지 독감의 임상 징후를 발견하지 못했으며, 발병이 멕시코 시설과 관련이 있다고 믿을 이유가 없다고 밝혔다. 회사는 멕시코의 돼지 무리에 독감 바이러스 백신을 정기적으로 접종하고 바이러스 감지를 위해 매달 검사를 실시한다고 말했다.
주민들은 회사가 지역 환경 규정을 상습적으로 위반하고 있다고 주장했다. 워싱턴 포스트에 따르면, 지역 농민들은 수년간 돼지 농장 악취로 인한 두통을 호소했으며, 들개들이 버려진 돼지 사체를 먹고 있다고 말했다. 스미스필드는 혐기성 소화기를 사용하여 죽은 돼지를 재생 에너지로 전환하고 있었지만, 주민들은 이 기기가 자주 넘쳐흐른다고 주장했다. 주민들은 또한 저장조에 저장된 폐기물이 지하수로 유출될까봐 우려했다.

### 수출
WH 그룹에 인수된 이후 스미스필드는 중국 소비를 위한 육류 수출을 위해 공장을 부분적으로 재정비했다. 이러한 노력은 중국에서 발생한 돼지열병 전염병으로 인해 그 나라의 돼지 개체수와 돼지고기 생산량이 대규모로 감소한 데 적어도 부분적으로 기인한다. 버지니아주 스미스필드의 한 공장은 수출을 위해 하루 약 10,000마리의 돼지를 도축한다. 스미스필드가 중국으로의 수출을 늘린 것은 중국의 소규모 돼지 농가를 보호하기 위해 설계된 62%의 관세라는 역풍 속에서 이루어졌다. 돼지고기 산업 무역 단체들은 관세가 철폐되면 미국이 중국으로 두 배 많은 돼지고기를 수출할 수 있다고 주장한다.

### 생산량
2006년 기준으로 스미스필드는 연간 1,500만 마리의 돼지를 사육하고 2,700만 마리를 가공하여 60억 파운드 이상의 돼지고기를 생산했으며, 2012년에는 47억 갤런의 두엄을 생산했다. 하루에 114,300마리의 돼지를 도축하며 2007년에는 미국 내에서 돼지 도축량 1위였고, 다른 세 회사와 함께 2008년에 소고기 사업부를 매각하기 전까지 가공된 소의 56%를 도축했다.

## 소송
2010년, 미주리주 잭슨군의 배심원단은 13명의 원고에게 스미스필드 자회사 프리미엄 스탠다드에 대해 각 825,000달러를, 다른 두 원고에게는 250,000달러와 75,000달러를 배상하라는 판결을 내렸다. 원고들은 스미스필드 시설에서 나오는 악취 때문에 자신들의 재산을 즐길 수 없었다고 주장했다.
2017년 노스캐롤라이나주 웨이크 카운티에서 거의 500명의 주민들이 스미스필드 자회사인 머피-브라운을 상대로 26건의 소송을 제기하며 악취, 야외 저장조, 돼지 사체로 인한 공해와 건강 문제를 주장했다. 주민들은 그 결과 야외 활동이 제한되었고 방문객을 집으로 초대할 수 없게 되었다고 말했다. 스미스필드는 불만이 근거가 없다고 밝혔다. 2018년 8월 3일, 연방 배심원단은 6명의 노스캐롤라이나 주민에게 머피-브라운 LLC에 대해 4억 7천만 달러의 손해 배상을 판결했다. 이 판결에는 각 7,500만 달러의 징벌적 손해 배상금과 재산 향유 손실에 대한 300만~500만 달러의 보상적 손해 배상금이 포함되었다. 징벌적 손해 배상금 상한을 정한 주법으로 인해 그 금액은 9,400만 달러로 낮아졌다. 원고들은 "블레이든군의 킨로우 농장 근처에서 발생하는 악취, 트럭 소음, 파리"에 대해 소송을 제기했다. 2018년 12월, 샘프슨군의 스미스필드 계약 농장 근처에 사는 여러 원고들은 100달러에서 75,000달러에 이르는 보상적 손해 배상금을 받았다. 2019년 3월, 노스캐롤라이나 배심원단은 10명의 원고에게 42만 달러의 공해 피해 보상금을 판결했다.
노스캐롤라이나의 농업 주 대표들은 변호사와 원고들이 농민들을 파산시키려 한다고 비난했다. 스티브 트록슬러 노스캐롤라이나 농업국장은 이 소송이 전국적인 농업 생산에 해를 끼칠 수 있다고 말했으며, 공해라는 단어의 법적 남용이 점점 더 우려되는 문제라고 주장했다. 이 사건들로 인해 조지아, 네브래스카, 노스캐롤라이나, 오클라호마, 유타, 웨스트버지니아 주의 의원들은 소송권이나 잠재적 손해배상을 줄이는 영농권법의 변경을 통과시키거나 제안했다.
2018년, 미국 동물권 보호 협회는 스미스필드를 허위 및 오해의 소지가 있는 광고로 고소했으며, 스미스필드가 공개적으로 반대 주장에도 불구하고 임신한 암퇘지를 분만틀에 계속 가두고 있다고 주장했다. 2021년 스미스필드의 소송 기각 신청은 기각되었다.

## 환경 영향

### 배출물

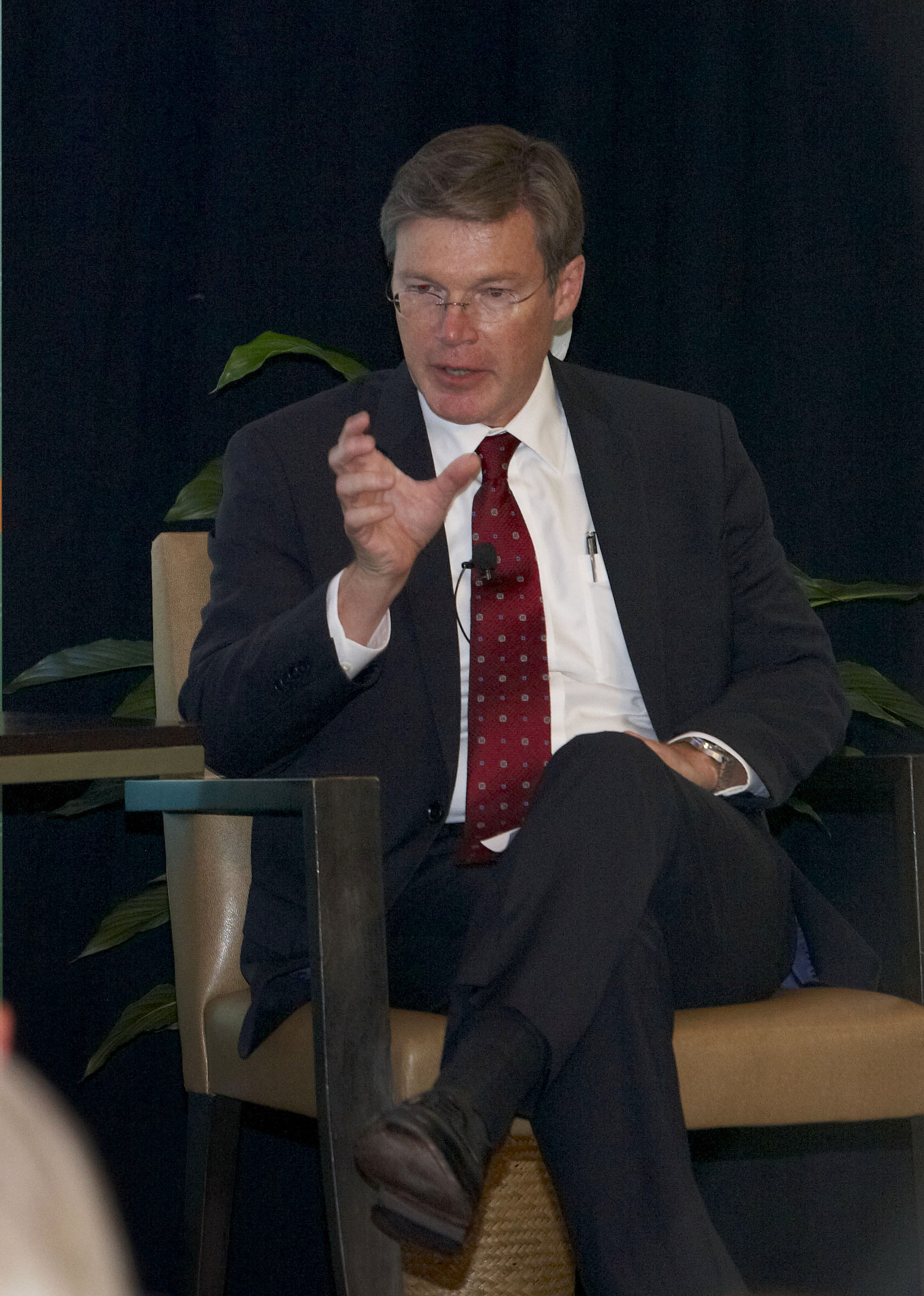
스튜어트 리스, 스미스필드 최고 지속가능성 책임자, 2017년 10월

스미스필드는 수백만 갤런의 처리되지 않은 분변을 생산하여 저장조에 보관하는 문제로 비판을 받았다. 2012년에는 미국에서 최소 47억 갤런의 두엄을 생산했으며, 돼지 한 마리가 평생 동안 1,100~1,300리터의 두엄을 생산한다. 1990년대 노스캐롤라이나에서 4년간 470만 갤런의 돼지 분변이 주 강으로 배출되었다. 스미스필드 공장 근처의 근로자와 주민들은 건강 문제를 보고하며 악취에 대해 불평했다. 이 회사는 1997년 미국 환경보호청(EPA)으로부터 버지니아주 페이건강에 불법적인 수준의 도축장 폐기물을 방류한 6,900건의 위반으로 1,260만 달러의 벌금을 부과받았는데, 이는 당시 수질 오염 통제법에 따라 부과된 벌금 중 가장 큰 규모였다. 1999년 허리케인 플로이드가 분변을 담고 있는 저장조를 범람시켰을 때 노스캐롤라이나의 시설들은 조사를 받았다. 스미스필드의 많은 계약 농장들이 강을 오염시켰다는 비난을 받았다. 스미스필드는 2000년에 노스캐롤라이나주와 합의에 도달하여 25년간 주에 5천만 달러를 지불하기로 동의했다.
스미스필드 푸즈를 위해 글을 쓴 랄프 뎁톨라에 따르면, 회사는 환경 문제를 감시하기 위해 새로운 임원 직책을 신설했다. 2001년에는 환경 경영 시스템을 구축했고, 이듬해에는 1998년부터 버지니아주 환경 품질국 국장을 역임했던 데니스 트레이시를 집행 부사장 겸 최고 지속가능성 책임자로 고용했다. 트레이시는 이전에 스미스필드에 대한 집행 노력에 관여했었다. 2005년에는 신규 인수를 제외한 미국 내 돼지 생산 및 가공 시설에 대해 ISO 14001 인증을 받았고, 2009년에는 미국 내 14개 공장과 루마니아 내 21개 공장이 인증을 받았다. 2011년까지 578개의 스미스필드 시설(전 세계 사업장의 95%)이 ISO 14001 인증을 받았다. 스미스필드 자회사 머피-브라운은 2006년 한때 스미스필드의 가장 큰 비판자 중 하나였던 워터키퍼 연맹과 노스캐롤라이나 머피-브라운 시설의 환경 보호를 강화하기로 합의했다. 2009년에는 2007년 이후 배출량을 줄였다고 밝혔는데, 이는 소고기 사업부의 매각으로 인한 온실가스 배출량 4% 감소를 포함한다. 2010년에는 9번째 연례 기업 사회 책임 보고서를 발표하고 두 개의 지속가능성 위원회 설립을 발표했다.
2018년, 스미스필드 푸즈는 허리케인 플로렌스의 여파로 널리 알려진 돼지 폐기물 저장조의 실패로 비난을 받았다. 허리케인 플로이드 이후 시설 현대화를 위한 주 전체의 노력에도 불구하고, 노스캐롤라이나의 돼지 폐기물 저장조 130개 이상이 허리케인 플로렌스 동안 홍수로 손상되었다. 33개의 저장조가 완전히 넘쳐흐르면서 케이프 피어 강 유역으로 내용물을 배출했다.

### 포장재 절감
2009년 아머-에크리치는 훈제 소시지용 소형 크레센트형 포장재를 도입하여 플라스틱 필름과 골판지 사용량을 연간 840,000파운드 이상 절감했다. 2010년 사우스다코타주 수폴스에 있는 존 모렐 공장은 플라스틱 사용량을 연간 40,600파운드 줄였으며, 파머랜드 푸즈는 폐기물 흐름으로 유입되는 골판지 포장재를 연간 500만 파운드 이상 줄였다. 스미스필드 패킹은 델리 육류에 플라스틱을 17% 덜 사용했다. 또한 이 회사는 가장 큰 고객에게 닭 프랑크푸르트 소시지를 운송하기 위해 더 작은 상자를 사용하여 연간 20,000파운드의 골판지 재료를 절감했다.

### 스미스필드 리뉴어블스
스미스필드와 도미니언 에너지는 2018년 바이오 연료에서 재생 천연가스를 생산하고 유통하기 위해 얼라인 재생 천연가스(Align Renewable Natural Gas)라는 합작 투자를 설립했다. 양측은 2028년까지 5억 달러를 투자할 것이다. 얼라인은 스미스필드 농장에서 메탄을 수확한다. 이는 기존에 생산된 천연가스와 완전히 혼합하여 사용할 수 있다. 얼라인은 유타에서 수집된 가스를 캘리포니아의 저탄소 연료 표준 시장에 판매할 것이다. 두 회사는 2028년까지 얼라인을 통해 70,000가구를 공급할 수 있는 충분한 가스를 생산하는 것을 목표로 한다. 얼라인의 첫 번째 프로젝트는 2019년 유타주 밀포드에서 3,000가구에 서비스를 제공하기 시작했다. 도미니언은 고객이 자발적으로 5달러 단위로 얼라인에서 재생 천연가스 블록을 구매할 수 있도록 허용한다. 5달러 단위는 약 0.5 데카텀 에너지에 해당한다.
2019년, 로즐라인 대안 에너지(Roeslein Alternative Energy)와 미주리 북부에서 모나크 바이오에너지(Monarch Bioenergy)라는 합작 투자 기업이 스미스필드 농장과 미주리주 밀란 시 사이에 "저압 천연가스 송전선"을 건설했다. 이 건설은 스미스필드 리뉴어블스의 "분뇨-에너지" 프로젝트의 일환이었다. 2020년 초 스미스필드와 로즐라인은 합작 투자에 4,500만 달러를 추가 투자한다고 발표했다. 이 투자는 미주리주에 있는 스미스필드의 돼지 농장 최소 85%에 가스 수확 인프라를 추가하는 데 자금을 지원할 것이다. 스미스필드는 노스캐롤라이나, 유타, 버지니아에도 다른 가스 프로젝트를 가지고 있다.
스미스필드는 또한 노스캐롤라이나 농장에서 재생 천연가스를 수확하기 위해 듀크 에너지와 계약을 맺고 있다. 스미스필드, 듀크, 그리고 옵티마바이오는 또한 블레이든군에 있는 스미스필드 공장의 폐수에서 재생 천연가스를 수확하기 위해 협력하고 있다. 가스는 피드몬트 천연가스 라인을 통해 공장에서 듀크 에너지 발전소로 보내져 전기를 생산하는 데 사용된다. 이 프로젝트에는 1,400만 달러가 소요되었다.

### 항생제
스미스필드의 항생제 저용량 사용과 관련하여 우려가 제기되었다. 이는 돼지의 성장을 촉진하기 위한 것이었으며, 치료 요법의 일환으로 항생제를 사용하는 것에 더해진 것이었다. 이 우려는 항생제가 동물에게 해롭고 항생제 내성 세균의 증가에 기여하고 있다는 것이었다. 스미스필드는 2005년에 아픈 동물이나 아픈 동물과 가까운 동물에게만 항생제를 투여할 것이라고 밝혔지만, CAFO에서는 모든 돼지가 서로 가까이 있다. 이 회사는 2017년에 항생제가 없는 퓨어 팜스(Pure Farms) 브랜드를 출시했으며, 이 브랜드를 항생제, 인공 성분, 호르몬, 스테로이드가 없는 제품으로 홍보했다.

## 동물 복지

### 2006년 CIWF 조사
폴란드에서 스미스필드 푸즈는 이전 국영 농장을 "적은 돈"으로 매입하여 유럽 부흥 개발 은행의 보조금을 이용해 CAFO로 전환했다. 월드 파밍의 연민 (CIWF)은 2006년 폴란드의 스미스필드 CAFO에 대한 비밀 조사를 실시하여 병들고 다친 동물들이 축사에 있고 죽은 동물들이 썩고 있는 것을 발견했다. 이 CAFO들은 스미스필드 자회사인 애니멕스가 운영했다. 한 축사에서는 5주 동안 26마리의 돼지가 죽은 것으로 보고되었다. CIWF 보고서는 보슈코보에 있는 스미스필드 저장조 주변 땅에 바늘과 같은 위험한 물건을 포함한 폐기물이 흩어져 있었다고 밝혔다.

### 2010년 HSUS 조사
2010년 12월 미국 동물보호협회 (HSUS)는 스미스필드 푸즈 시설 내부에서 조사원이 촬영한 비밀 영상을 공개했다. 조사원은 버지니아주 웨이벌리에 있는 스미스필드 자회사 머피-브라운에서 한 달 동안 일했다. AP통신은 조사원이 1,000마리의 암퇘지가 분만틀에 살고 있는 모습을 비디오로 촬영했다고 보도했다. AP통신에 따르면, 이 영상은 돼지가 코에 끌려가고, 스턴 건으로 머리에 총을 맞고, 몸부림치며 쓰레기통에 던져지는 모습을 보여준다. 조사원은 암퇘지들이 우리를 물어뜯고 피를 흘리는 모습, 직원들이 그들을 움직이게 하기 위해 찔러대는 모습, 직원들이 새끼 돼지를 수레에 던지는 모습, 그리고 분만틀에서 조산된 새끼 돼지들이 슬레이트 사이로 분뇨 구덩이에 떨어지는 모습을 보았다고 말했다.
이에 대해 스미스필드는 동물 학대나 부적절한 관리를 용납하지 않는다고 밝혔다. 이 회사는 템플 그랜딘, 동물 사육학 교수에게 이 영상을 검토해 줄 것을 요청했고, 그녀는 동물 복지 전문가 제니퍼 우즈의 검사를 권고했다. 스미스필드는 12월 21일 두 명의 직원과 그들의 상사를 해고했다고 발표했다. 회사의 초대로 버지니아 주립 수의사 리처드 윌크스는 12월 22일 시설을 방문했다. 그는 스미스필드의 동물 복지 개선 노력을 칭찬하며 학대 징후를 보지 못했다고 말했다. 동물보호협회는 이 방문을 비판했다.

### 2017년 DxE 조사
2017년 동물 권리 단체인 어디서나 직접 행동 (DxE)의 조사에서 "죽은 새끼 돼지 무더기가 배설물 속에서 썩고 있으며 다른 새끼 돼지들은 암퇘지의 피투성이로 훼손된 젖꼭지에서 젖을 먹고 있다"는 사실이 촬영되었으며, 스미스필드가 해당 관행을 중단했다고 주장했음에도 불구하고 일부 돼지들이 여전히 분만틀에 수용되어 있는 것으로 밝혀졌다.

## 노동 관계

### 1994년–2008년 노동조합 분쟁

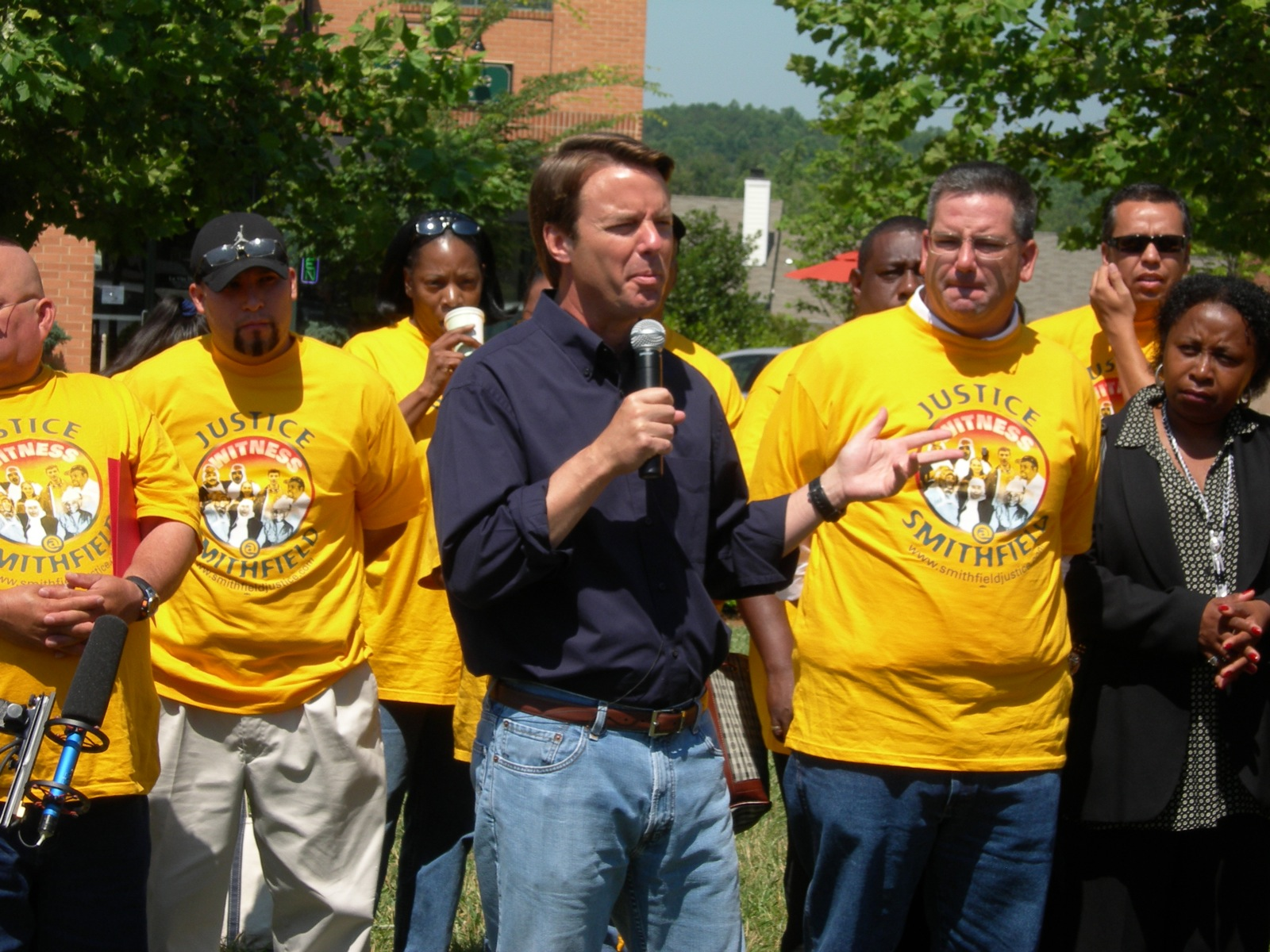
존 에드워즈가 2007년 6월 노스캐롤라이나주 채플힐에서 스미스필드 직원들을 만났다.

노스캐롤라이나주 타힐에 있는 스미스필드 패킹 공장은 1994년부터 공장의 약 5,000명의 시간제 근로자를 조직하려고 시도했던 회사와 미국 식료품 및 상업 노동조합 (UFCW) 간의 거의 15년간의 분쟁 현장이었다. 근로자들은 1994년과 1997년에 노동조합에 반대하는 투표를 했지만, 미국 노동관계위원회 (NLRB)는 불공정한 선거 행위가 발생했다고 주장하며 새로운 선거를 명령했다. 1997년 선거 동안 회사는 노동조합을 지지하는 근로자들을 해고하고, 공장 문에 경찰을 배치하고, 공장 폐쇄를 위협했다고 주장된다. 2000년, 휴먼 라이츠 워치에 따르면 스미스필드는 노스캐롤라이나 법에 따라 "특별 경찰" 신분을 가진 자체 보안 부대를 설립했고, 2003년에는 노동조합을 지지하는 근로자들을 체포했다.:94
스미스필드는 1997년 선거가 무효라는 NLRB의 판결에 항소했고, 2006년 미국 연방항소법원은 NLRB의 손을 들어주었다. 시위, 직장 폐쇄, 노동조합을 지지하는 주주들에 의해 방해받은 주주 총회 이후, 노동조합은 스미스필드 제품 불매운동을 촉구했다. 2007년 스미스필드는 노동조합을 상대로 연방 RICO Act 소송을 제기하며 맞섰다. 이듬해 스미스필드와 노동조합은 노동조합이 불매운동을 중단하고 회사가 RICO 소송을 취하하며 다른 선거를 허용하는 내용의 합의에 도달했다. 2008년 12월, 근로자들은 2,041대 1,879로 노동조합 가입에 찬성표를 던졌다.

### 근로 환경
휴먼 라이츠 워치 (HRW)는 2005년에 미국 육류 및 가금류 산업의 안전하지 않은 작업 조건을 문서화한 175페이지 분량의 보고서를 발표하며, 스미스필드 푸즈의 작업 조건을 한 예로 들었다.:88 특히, 보고서는 근로자들이 각 교대근무 동안 수천 번의 반복적인 칼질을 하여 열상 및 반복성 긴장 장애를 겪는다고 언급했다. 또한 근로자들의 이민자 신분이 불만을 제기하거나 노동조합을 결성하는 것을 막기 위해 악용될 수 있다고 주장했다. 보고서에 따르면, 돼지가 도살되고 가공되는 속도는 작업자에게 본질적으로 위험한 작업이 된다. 1998년 불공정 노동 관행 재판에서 스미스필드 관리자는 타힐 공장에서 동물을 도살하고 배수, 세척, 절단 등 "해체" 과정을 완료하는 데 5~10분이 걸린다고 증언했다. 한 근로자는 HRW에 해체 라인이 너무 빨리 움직여 칼을 갈 시간이 없어 더 힘든 절단을 해야 했고, 그 결과 근로자들이 부상을 입었다고 말했다.:44–45 비슷한 비판이 다른 단체들에 의해 폴란드와 루마니아에 있는 스미스필드 시설에 대해서도 제기되었다. 스미스필드가 회원으로 있는 무역 단체인 미국 육류 협회는 보고서의 주장에 이의를 제기했다. 미국 식료품 및 상업 노동조합은 스미스필드와의 분쟁 기간 동안 소비자 및 시민권 단체에 대한 호소에 이 보고서를 사용했다.

## 코로나바이러스 발병
스미스필드는 코로나바이러스 확산 통제를 돕기 위해 여러 공장을 폐쇄했다. 2020년 4월 중순 사우스다코타주 수폴스에 있는 스미스필드 공장은 코로나19 범유행의 "핫스팟"이 되었다. 공장의 직원 3,700명 중 300명이 양성 판정을 받았다. 4월 12일, 회사는 미국 돼지고기 생산량의 4~5%를 차지하는 이 공장의 무기한 폐쇄를 발표했다. 스미스필드는 공장 폐쇄가 육류 부족을 초래할 수 있다고 밝혔다. 4월 14일까지 스미스필드 수폴스 공장의 438명의 근로자가 코로나바이러스에 감염된 것으로 확인되었으며, 설리반은 "코로나19가 있어도 이 가공 공장을 운영해야 한다"고 말했다. 4월 15일, 회사는 위스콘신주 커다이의 베이컨 및 소시지 공장과 미주리주 마틴 시티의 햄 공장을 폐쇄한다고 발표했다. 두 공장 모두 수폴스 도축장에 의존하고 있었다. 두 시설의 직원 모두 코로나바이러스 양성 판정을 받았으며, 4월 15일까지 커다이 공장에서는 28명의 근로자가 양성 판정을 받았다. 4월 17일까지 수폴스에서 발생한 감염자 수는 777명으로 늘어났는데, 이 중 634명은 스미스필드 직원이었고 143명은 스미스필드 직원과 접촉하여 감염된 다른 사람들이었다. 2020년에 스미스필드는 OSHA로부터 팬데믹 관련 작업장 안전 규칙을 위반했다는 이유로 기소되었다. 스미스필드는 OSHA의 주장이 근거가 없으며 이 기소를 다투고 있다고 밝혔다. 2020년 9월 11일까지 수폴스 공장은 거의 1,300명의 근로자 감염과 4명의 근로자 사망과 관련되었다.
2020년 12월 23일, 동물 권리 운동가인 어디서나 직접 행동의 맷 존슨은 폭스 비즈니스에 스미스필드 푸즈의 CEO 데니스 오건을 사칭하여 공장들이 코로나바이러스 배양 접시라고 주장하는 인터뷰를 했다. 인터뷰에서 그는 "CDC 데이터에 따르면 네 가지 전염병 중 세 가지가 동물에서 오고 우리 농장의 환경이 때로는 새로운 질병의 배양 접시가 될 수 있다는 점을 고려할 때 육류 산업이 사실상 다음 팬데믹을 유발할 수 있다"고 말했다. 폭스 비즈니스는 나중에 호스트 마리아 바르티로모와의 인터뷰에 대해 인정과 철회를 발표하며 "우리가 속았다"고 시인해야 했다.

## 의료 용품
스미스필드는 돼지 창자에서 추출되어 혈액 희석제로 사용되는 헤파린을 제약 산업에 공급하는 업체이다. 2017년 이 회사는 생명 과학 부서를 개설하고 미국 국방부가 8천만 달러를 지원하는 조직공학 그룹에 합류했다. 로이터 통신에 따르면 이 그룹에는 애벗 래버러토리스, 메드트로닉, 유나이티드 테라퓨틱스 등이 포함되었다.

## 마케팅

### 스포츠 후원
2012년 스미스필드는 리처드 페티 모터스포츠 (RPM)와 드라이버 애릭 앨미롤라가 NASCAR 스프린트 컵 시리즈에서 No. 43 포드 퓨전을 운전하는 15개 경주 후원을 발표했다. 이 후원은 2014년부터 30개 경주로 확대되었다. 스미스필드는 차량에 스미스필드, 에크리치, 파머랜드, 그왈트니, 네이선스 페이머스 등 자사 브랜드를 번갈아 가며 선보였다. 스미스필드와 RPM은 2017년 9월에 헤어졌고, 스미스필드는 2018년에 스튜어트-하스 레이싱을 후원할 수 있게 되었다.
2023년 현재, 스미스필드는 스튜어트-하스 레이싱의 NASCAR 컵 시리즈에서 알미롤라를 계속 후원하고 있다. 2022년 시즌을 마지막으로 레이싱에서 은퇴할 예정이었던 알미롤라는 스미스필드의 설득으로 이 회사와 다년 계약을 맺고 2023년 이후에도 레이싱 경력을 계속 이어나가기로 했다.

## 육류 대체품
스미스필드는 임파서블 푸즈가 판매하는 제품과 유사한 육류 대체품을 판매하기 시작했다. 스미스필드는 이러한 제품을 퓨어 팜랜드(Pure Farmland) 브랜드로 판매한다.

## 내용주
1. ↑  미국 증권거래위원회의 양식 10-K (2022년 1월 3일): "스미스필드 푸즈 주식회사는 자회사들과 함께 ... 세계에서 가장 큰 돼지 생산자이자 돼지고기 가공업체이다. ... 2013년 9월 26일 ... 회사는 WH 그룹의 전액 출자 자회사인 버지니아 법인 선 머저 서브 주식회사와 합병했다 ... 이 합병의 결과로, 회사[스미스필드]는 WH 그룹의 전액 출자 자회사로 존속했다."[2]
2. 1 2  아고프로 (2017년 7월 15일): "간과된 거래의 일부로, 솽후이는 미국 농무부 데이터에 따르면 5억 달러 이상의 가치를 지닌 미국 전역의 146,000에이커 이상의 농지도 인수했습니다. 이 거래로 솽후이, 현재 WH 그룹 유한회사는 동일한 데이터 분석에 따르면 미국 농지 최대 해외 소유주 중 하나가 되었습니다." [문단 나누기 제거].[12]
3. ↑  다른 회사들은 아메리칸 푸즈 그룹, 카길 미트 솔루션즈 및 XL 비프였다.
4. ↑  다른 회사들은 아메리칸 푸즈 그룹, 카길 미트 솔루션즈 및 XL 비프였다.
5. ↑  회사는 130만 달러를 기부하여 정화 작업에 참여하기로 합의했다. 노스캐롤라이나 주립대학교는 돼지 폐기물 처리를 연구하기 위해 1,500만 달러를 받을 예정이었다. 그리고 노스캐롤라이나 토양 및 수자원 보존 재단, 덕스 언리미티드, 노스캐롤라이나 해안 연맹은 보조금을 받을 예정이었다.[94][95]

## 더 읽어보기
- Eisnitz, Gail A. (2006) [1997]. Slaughterhouse. Prometheus Books. [{{{설명}}}]
- Evans-Hylton, Patrick (2004). Smithfield: Ham Capital of the World. Arcadia Publishing. [{{{설명}}}]
- Hahn Niman, Nicolette (2010). Righteous Porkchop: Finding a Life and Good Food Beyond Factory Farms. HarperCollins. [{{{설명}}}]
- Horowitz, Roger (2005). Putting Meat on the American Table: Taste, Technology, Transformation. Johns Hopkins University Press. [{{{설명}}}]
- Wise, Steven M. (2009). 아메리칸 삼부작. Da Capo Press. [{{{설명}}}]
- Yeoman, Barry (2020년 11월 20일). “'Suffocating closeness': US judge condemns 'appalling conditions' on industrial farms”. 《The Guardian》 (영국 영어). ISSN 0261-3077. 2020년 11월 21일에 확인함.